# Musée du cloître de Notre-Dame-en-Vaux
Le musée du cloître de Notre-Dame-en-Vaux est un musée d'art sacré situé à Châlons-en-Champagne quai Notre Dame.

## Historique et collections
Ce musée d'art sacré médiéval a été fondé et ouvert en 1976, à l'issue des campagnes de fouilles archéologiques entreprises depuis 1963 par Léon Pressouyre sur le site de l'ancien cloître du chapitre de la collégiale Notre-Dame-en-Vaux de Châlons-en-Champagne, qui avait été élevé au nord de la collégiale dans les années 1170, et détruit en 1759 et 1766.
Il présente une remarquable collection de 77 statues-colonnes complètes ou fragmentaires, avec des sculptures d'une qualité exceptionnelle, tant des chapiteaux que des colonnes.
Ce cloître est un monument majeur de l'histoire de la sculpture de l'époque de transition entre l'art roman et l'art gothique.
Il expose aussi une Pietà polychrome du XVIe offerte par Jean et Alisson Poussin.

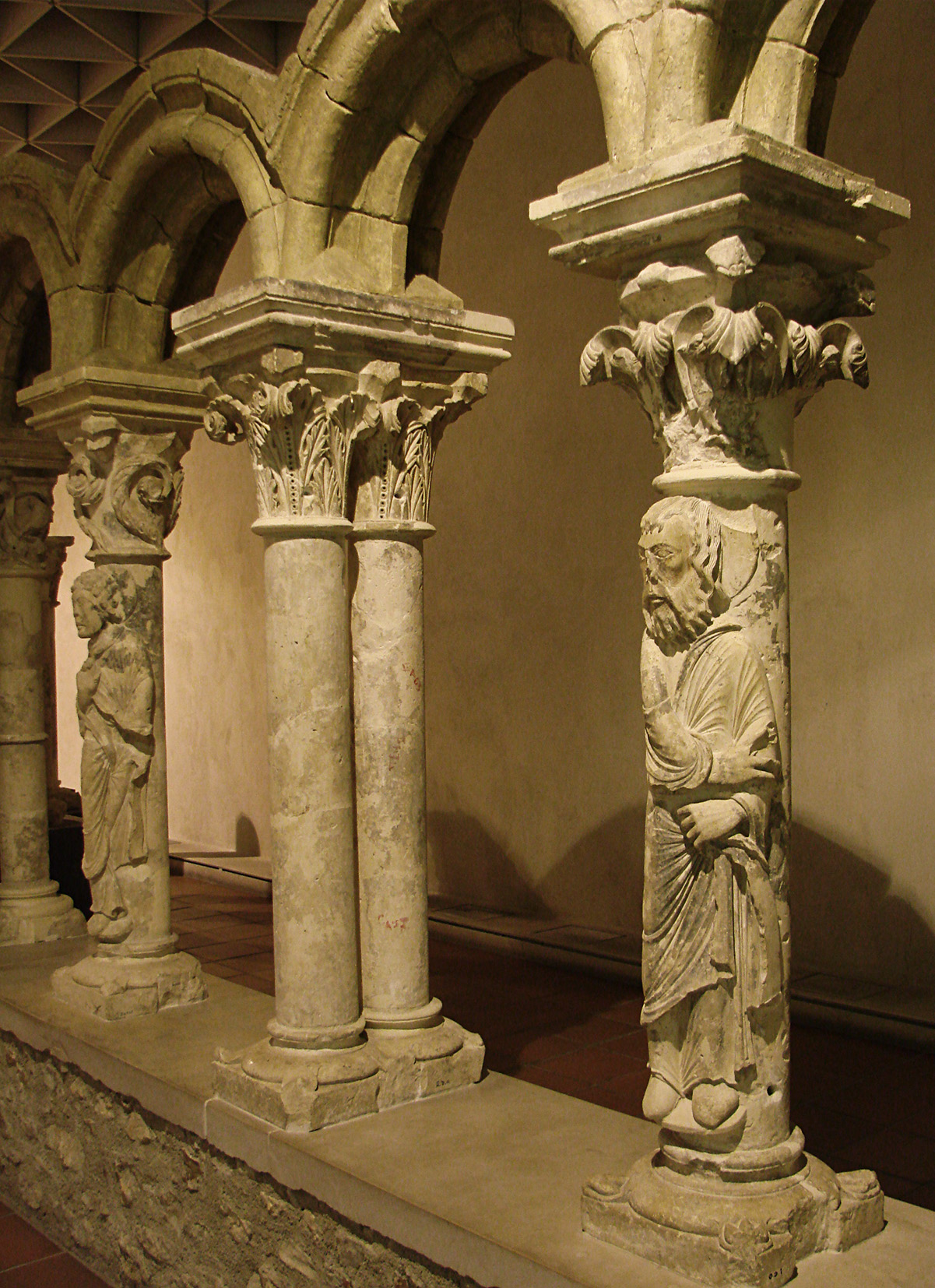
Le cloître, 1170-1180.
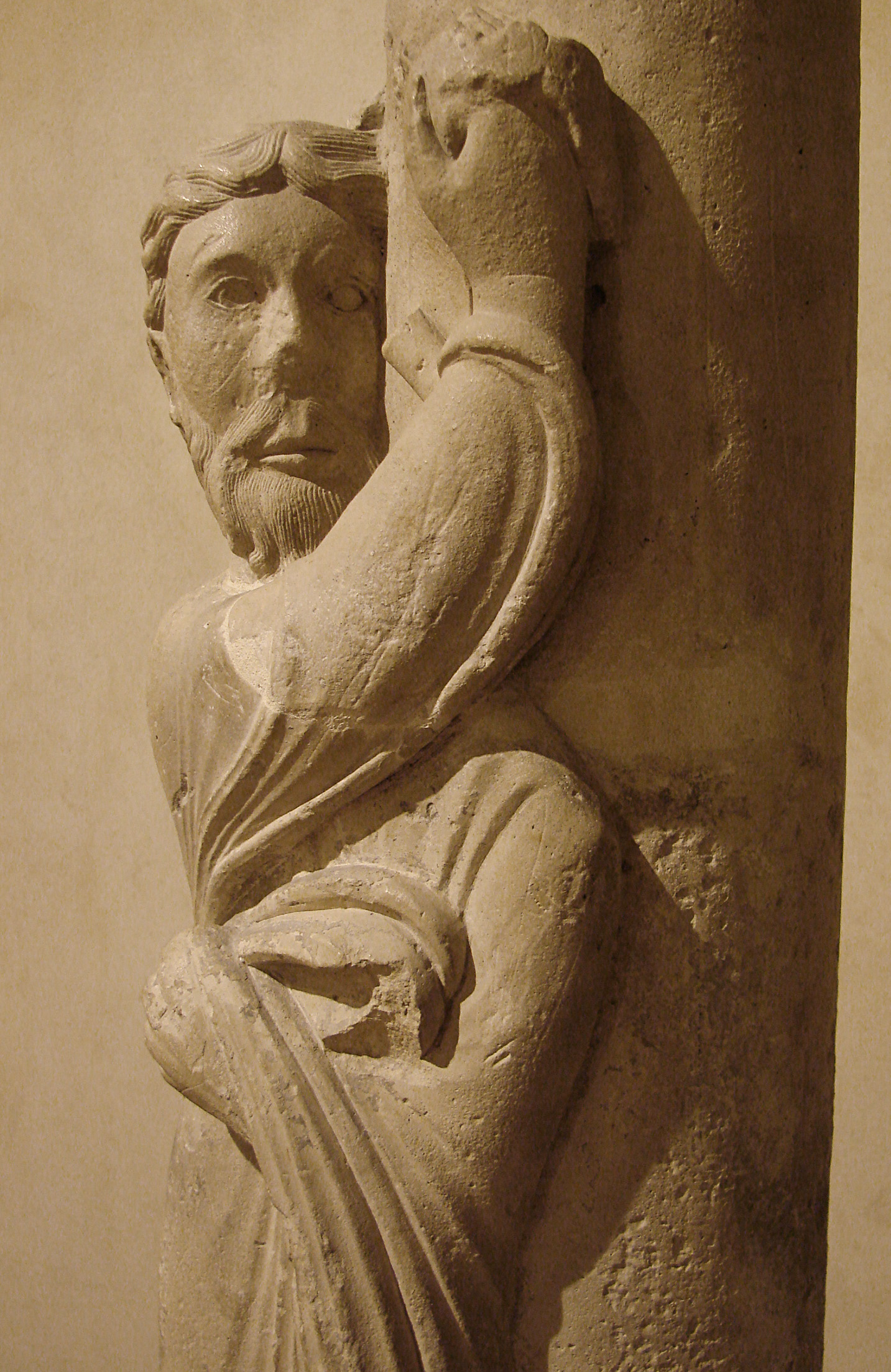
Statue colonne du cloître.
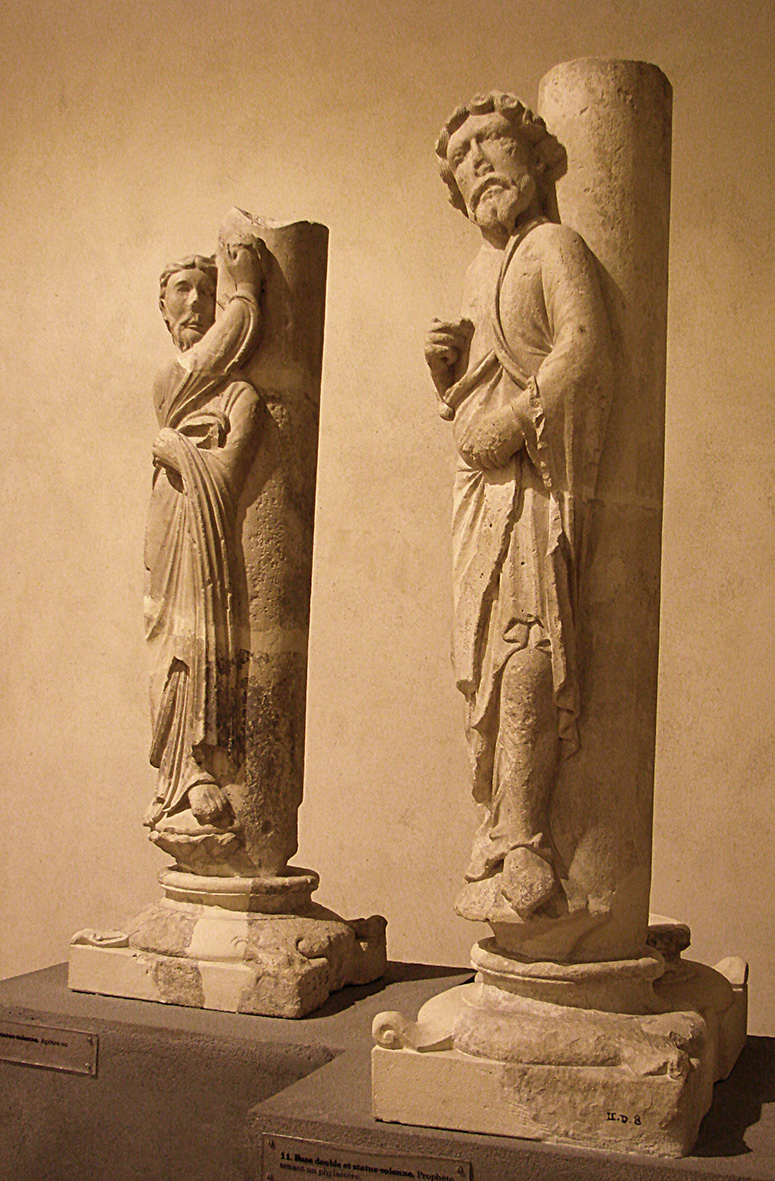
Statues colonnes du cloître.
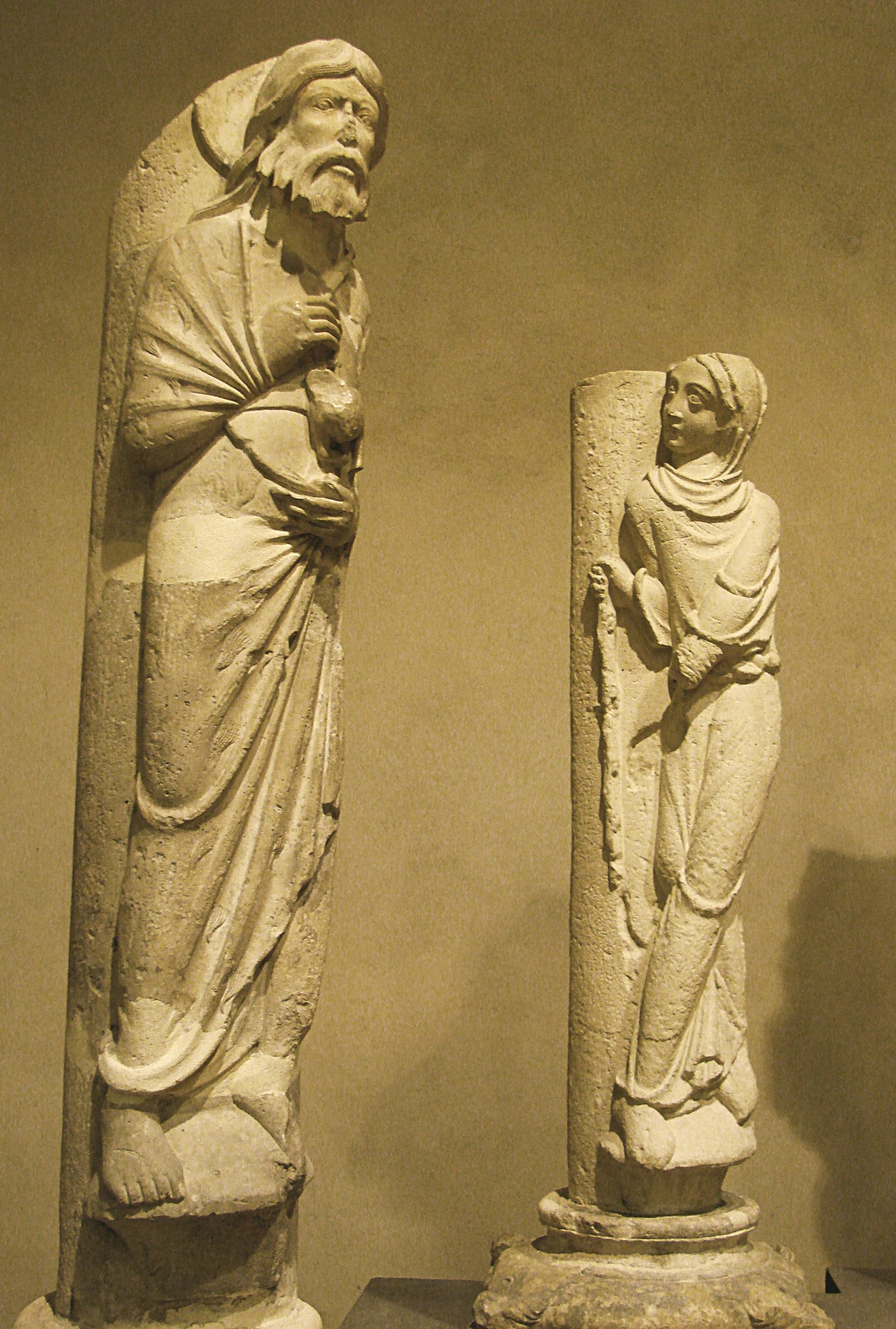
Statues colonnes du cloître.

## Autres musées de Châlons-en-Champagne
- Musée des beaux-arts et d'archéologie de Châlons-en-Champagne.
- Musée Garinet.